# Medynki
Medynki (lit. Medinos) – dawna kolonia na Litwie, w okręgu uciańskim, w rejonie ignalińskim, w gminie Daugieliszki Nowe.

## Historia
Dawniej także pod nazwami Medynka, Miedynki, Medyny.
Pod koniec XIX wieku ówczesny zaścianek należał do powiatu nowoaleksandrowskiego.
W latach 1921–1945 zaścianek leżał w Polsce, w województwie nowogródzkim (od 1926 w województwie wileńskim), w powiecie brasławskim, w gminie Widze.
Według Powszechnego Spisu Ludności z 1921 roku zamieszkiwało tu 12 osób, wszystkie były wyznania rzymskokatolickiego i zadeklarowały polską przynależność narodową. Były tu 2 budynki mieszkalne. W 1931 w 10 domach zamieszkiwało 46 osób.
Miejscowość należała do parafii rzymskokatolickiej w Widzach. Podlegała pod Sąd Grodzki w m. Turmont i Okręgowy w Wilnie; właściwy urząd pocztowy mieścił się w Widzach.
Po II wojnie światowej Medynki znalazły się w granicach Związku Radzieckiego, w Litewskiej SRR, i miały status kolonii. W 1959 roku liczyły 9 mieszkańców, w 1970 roku – 8 mieszkańców. W 1982 roku miejscowość została zlikwidowana.